# Minutenfeld
Minutenfeld ist ein Begriff aus der Datenerfassung in der Biologie (z. B. Rasterkartierung). Es gibt mehrere Arten der Definition.

## Minutenfeld als Winkelminute
Ein Minutenfeld ist ein Gebiet, das genau eine geografische Winkelminute eines Längen- und Breitengrades umfasst. Die Fläche liegt also genau zwischen vier geografischen Punkten. In der Realität definiert die Art der verwendeten Karte bzw. des geodätischen Referenzsystems (heute meist WGS 84) die genaue Lage. Die Größe (Breite mal Höhe) ist veränderlich, da die Breite nach Norden ab- und die Höhe zunimmt (auf der Nordhalbkugel).
Das Minutenfeld wird meist weiter unterteilt, z. B. in vier Quadranten oder sechs Sextanten.

## Minutenfeld als Sechzigstel einer Karte
Ein Minutenfeld ist auch definiert als ein Sechzigstel einer Karte, z. B. 1:25.000 Messtischblatt (TK25 in Deutschland).